# Reflex (группа)
Reflex (стилизуется как REFLEX) — российская поп-группа, обладатель ряда национальных музыкальных премий. Основана 16 декабря 1999 года российской певицей Ириной Нельсон и композитором Вячеславом Тюриным. Один из популярнейших поп-проектов на российской сцене 2000-х годов.

## История

### 1999—2002
В начале 1990-х годов певица Ирина Терёшина познакомилась в Новосибирске с композитором и музыкантом Вячеславом Тюриным и стала солисткой его группы «Электроверсия». Затем они основали новый сольный проект «Диана» и переехали в Москву. Под этим псевдонимом певица добилась всероссийской известности и выпустила несколько альбомов. В 1998 году звукозаписывающая компания заморозила проект и полностью оставила за собой все права на него. Ирина и Вячеслав уехали в Германию. Они придумали несколько легенд, чтобы вернуться на сцену. По одной из версий, Ирина вышла замуж за шведа Андреаса Нельсона и вскоре развелась, оставив его фамилию. Ирина и Вячеслав решили создать танцевальный поп-проект, который получил название REFLEX. «Как только было принято решение придумать имя всему этому действу, — вспоминает Вячеслав Тюрин, — мы стали читать все надписи вокруг, и как-то раз увидели это слово. „Рефлексия“ в переводе с латыни значит „отражение“, и нам показалось, что Reflex — именно то слово, которое точно отображает наш внутренний мир». По словам Ирины Нельсон, коллектив сформировался позже, чем был написан материал для дебютного альбома.
16 декабря 1999 года на радио «Европа-плюс» состоялась премьера песни группы «Reflex» — «Дальний свет». Дебютный видеоклип группы под названием «Дальний свет», снятый в Германии, вышел в конце 1999 года. На тот момент в состав группы входила одна Ирина. В начале 2000 года в состав группы вошли танцоры Ольга Кошелева и Денис Давидовский. 23 ноября в клубе «Студио» состоялась презентация клипа «Встречай новый день», съёмки которого проходили на Кипре и во Франкфурте-на-Майне.
В начале 2001 года была записана песня со швейцарским исполнителем DJ Bobo «The Way to Your Heart», с которым Ирина Нельсон познакомилась в Германии, когда тот искал вокалистку для записи совместной композиции. В апреле того же года на канале MTV Россия состоялась премьера видео «Сколько лет, сколько зим», снятого на Кипре. Режиссёром клипа выступил продюсер коллектива Вячеслав Тюрин. В клипе состоялся дебют нового участника Григория Розова (DJ Silver). 18 апреля состоялся релиз дебютного альбома группы Reflex «Встречай новый день». В тот же день состоялась его презентация в развлекательном комплексе Golden Palace. Изначально, пластинка должна была выйти 15 марта, но так как был напечатан не весь тираж, выпуск перенесли на апрель. 27 июля 2001 года, по приглашению правительства Гвинеи, коллектив выступил в Конакри, столице этой страны. По возвращении в Москву, участники группы начали записывать песни для новой пластинки. В ноябре 2001 года вышел видеоклип на песню «Сойти с ума». В видео были добавлены сцены, снятые группой в мае во время гастрольной поездки на Кипр. Остальные сцены были досняты в Москве в октябре того же года. Композиция «Сойти с ума» добралась до вершины российского хит-парада «Золотой граммофон», а также возглавила чарт «Еврохит Топ-40» радио «Европа плюс».
В начале 2002 года коллектив покинули Ольга (из-за учёбы) и Денис (ушёл служить в армию). Место Ольги в группе заняла Алёна Торганова. 4 февраля 2002 года состоялся релиз второго альбома Reflex «Сойти с ума». В пластинку вошли 14 композиций, среди были песни с предыдущего альбома группы, и новая композиция «Сойти с ума». Также коллектив планировал издать виниловый сингл «Сойти с ума» через неделю после релиза одноимённого альбома. Однако, выпуск виниловой пластинки оказался очень дорогим, и позже было принято решение выпустить сингл ограниченным тиражом в 500 экземпляров на виниле, а также на компакт-диске. В марте группа отправилась на гастроли по 20 городам России с новой концертной программой. В апреле, в рамках программы культурного обмена между Россией и Гвинеей, группа во второй раз посетила Конакри. Летом стало известно, что группа закончила запись третьего альбома «Я тебя всегда буду ждать». В конце июня в Ташкенте прошли съёмки клипа на заглавную композицию альбома. Режиссёром клипа выступил Баходыр Юлдашев. Презентация альбома «Я тебя всегда буду ждать» состоялась 24 октября 2002 года в клубе «Студио». 15 ноября 2002 года Reflex получает награду «Золотой граммофон» за песню «Сойти с ума».

### 2003—2006
19 марта 2003 года коллектив выступил на международном фестивале танцевальной музыки «Бомба года». В августе Reflex вместе с группой «Тату» представил Россию на международном музыкальном фестивале Pop Komm, проходившем в немецком городе Кёльне. Выступление впечатлило известного диджея Пола Ван Дайка, который решил начать сотрудничество с поп-коллективом и передал компании Reflexmusic эксклюзивные права на выпуск своего альбома Reflections в России. Кроме того, Пол сделал два ремикса на песни Reflex. Reflexmusic начинает сотрудничать с лондонским лейблом Ministry of Sound. 19 ноября 2003 года в развлекательном комплексе «Метелица» состоялась презентация пятого студийного альбома группы Non Stop. 30 ноября в торговом центре «Горбушкин двор» состоялась открытая презентация альбома. В декабре вышел клип на песню «Может быть показалось», режиссёром которого стал Александр Игудин. Съёмки клипа проходили с 8 по 10 декабря в Таллине. В целом, деятельность группы за 2003 год была отмечена премиями «Движение-2003», «Стопудовый хит» и «Песня года», а также номинациями на премии газеты «Московский Комсомолец» «ZD Awards».
19 апреля 2004 года на территории технопарка «Кожевники» прошли съёмки клипа на песню «Non Stop». Режиссёром выступил Александр Игудин. В клипе снялись известные российские футболисты — Сергей Овчинников и Дмитрий Булыкин. В этом же месяце вышел клип на акустическую версию песни «Может быть показалось», записанную при участии симфонического оркестра имени Рахманинова. Также, этой весной группа подписала контракт с немецкой компанией Babelspark и компанией Sony Music о выпуске нового сингла Reflex «I Can’t Live Without You». В сентябре диск поступил в продажу во все крупнейшие музыкальные магазины Германии, Австрии и Швейцарии и добрался до второго места в танцевальном чарте видеоклипов телеканала VIVA Plus и до 4-го места в чартах продаж Германии. На презентации альбома присутствовали представители всех крупнейших немецких СМИ, включая концерн Springer и телекомпанию RTL, которая посвятила этому событию репортаж в программе «Эксклюзив». Немецкий таблоид Bild написал, что Reflex ассоциируется у немцев с «новым образом открытой, демократичной и свободной России» и посвятил Reflex и Ирине Нельсон обложки трёх своих номеров. В начале ноября группа получила награду «Стопудовый хит» за песню «Может быть, показалось». «В течение всей нашей истории мы стремились сделать Reflex космополитичным, — рассказывает продюсер группы Вячеслав Тюрин. — И в частности, нам хотелось, чтобы он был ориентированным на нашу и на европейскую молодёжь, разбирающуюся в качественном поп-звучании». 11 ноября 2004 года группа получила награду на премии «Движение-2004» за клип «Non Stop». 14 и 15 ноября на Украине прошли съёмки клипов на песни «Люблю» и «I Lose My Mind». 27 ноября в Германии состоялась презентация сингла «I Lose My Mind».
В начале 2005 года на лейбле Artur Music вышел сборник песен Лирика «Люблю», в который, помимо альбомных версий, вошли оригинальные ремейки популярных баллад группы. В этом же году компанией Universal был издан сингл «18 Mne Uzhe», который попал в национальный чарт Австрии и добрался до второй строчки. В феврале группа принимает участие в национальном отборе конкурса песни «Евровидение». На праздничном первомайском концерте коллектив представил песню «Научи любить». Летом вышел первый сингл с грядущего альбома «Танцы», анимационный клип на который был снят студией «Муха». Съёмки проходили с 8 по 23 июня. В июле вышел DVD «Non Stop. Трилогия. Часть 1», в который вошёл документальный фильм, посвящённый пятилетию коллектива, а также 16 клипов группы. В октябре на «Русском Радио» состоялась премьера песни «Я разбила небо». В ноябре завершились съёмки клипа на эту песню, который так же как и «Танцы» является анимационным. 2 декабря группа выпустила шестой студийный альбом «Пульс», включающий в себя 14 композиций, среди которых — хит «Танцы», занявший 1 место в хит-параде «Золотого граммофона». Изначально, релиз должен был состояться 23 ноября, но выпуск задержался в связи с проведением всероссийской антипиратской операции «Контрафакт». По данным компании «Мистерия звука», которая является дистрибьютором пластинки «Пульс», альбом возглавил Топ-10 российских исполнителей и стал хитом продаж, обойдя таких звёзд как Валерий Меладзе, Uma2rman, Серёга.
В декабре 2005 года продюсер коллектива Вячеслав Тюрин сообщил, что после Нового года в группе появится новая вокалистка. В конце месяца стало известно, что ею станет российская поп-певица Женя Малахова. Дебютное выступление нового состава состоялось в начале февраля 2006 года на записи концерта «Новые песни о главном» в концертном зале «Россия». В новом составе группа пересняла клип «Я разбила небо» и приступила к съёмкам клипа на песню «Жёсткое диско», которые проходили в Киеве со 2 по 5 мая 2006 года. Режиссёрами клипа выступили Виталий Мухаметзянов и Семён Горов. В сентябре состоялся релиз ремиксового альбома «Гарем», в который вошли 10 композиций группы с предыдущих альбомов, обработанных в стиле лаунж. В 2006 году группа и её участники стали обладателями различных премий и наград: Вячеслав Тюрин и Ирина Нельсон получили государственные награды, Женя Малахова победила на чемпионате России по аквабайку, а группа Reflex в результате голосования читателей, была признана лучшим танцевальным проектом года по версии газеты «Московский комсомолец». В ноябре Ирина Нельсон объявила об уходе из коллектива и начале сольной карьеры. 29 ноября прошли съёмки клипа на песню «Научи любить» с новой солисткой Анастасией Студеникиной. Режиссёром клипа выступил Виталий Мухаметзянов, а сорежиссёром — Ирина Нельсон.

### 2007—2011
С 1 января 2007 года группа Reflex начала выступать в обновлённом составе с Анастасией Студеникиной, заменившей Ирину Нельсон. В этом же году группу покинул DJ Silver, чтобы заняться собственным музыкальным проектом. 13 апреля коллектив выступил на юбилее журнала Maxim. В мае прошли съёмки видеоклипа на песню «Половинка», режиссёром которого выступил Вячеслав Тюрин. Клип снимался в Дубае. В августе стало известно, что группа планирует выпустить новый альбом, запись которого проходила на студии в Дубае. Осенью 2007 года вышла java-игра «Reflex в космосе», созданная на основе клипа «Жёсткое диско».
В январе 2008 года стало известно, что новый альбом группы будет называться Blondes 126. Первым синглом с альбома стала композиция «Шанель». Автором музыки выступил Вячеслав Тюрин, текст написали украинская певица и поэтесса Леона Войналович и Ирина Нельсон. В феврале на эту песню был снят клип. Презентация пластинки Blondes 126 была назначена на 21 февраля 2008 года. Она должна была пройти в клубе «Дягилев Project», но из-за случившегося пожара 7 февраля, который разрушил здание, мероприятие перенесли на 6 марта в клуб «Опера». Однако, из-за нехватки мест музыкантам на сцене, презентацию перенесли на неопределённый срок. В итоге презентация нового альбома состоялась 10 апреля в развлекательном комплексе Golden Palace. В этом же месяце участницы коллектива появились на обложке журнала Playboy. 24 ноября группа выступила на юбилейном концерте Детского музыкального театра юного актёра.
В мае 2009 года группу покинула Анастасия Студеникина, которая решает посвятить себя семье и занятию бизнесом. Группа на время остаётся дуэтом и записывает песню «Просто любить». В этом же году группа отметила 10-летие туром REFLEX REUNION TOUR. Состав группы в лице Ирины Нельсон, Алёны Торгановой и Жени Малаховой отправляется в тур по городам США. Также во время этого тура начинаются съёмки клипа «Девочка ветер», доснятого позже с новой солисткой Еленой Максимовой — экс-солисткой группы Non Stop, пришедшей в Reflex в августе 2009 года. В обновлённом составе группа записала песни «Мой любимый город» и «Девочка ветер». В мае 2010 года группа совместно с бывшей солисткой Ириной Нельсон записала песню «Селяви» и сняла на неё полуанимационный клип. В декабре у группы выходит новогодняя песня — «Белая метелица».
1 марта 2011 года Елена Максимова заявила, что покидает группу, решив заняться сольной карьерой. В середине мая в результате кастинга в группу попала украинская певица и модель Анна Бастон, которая стала первой брюнеткой за всю историю группы. 3 июня на Премии Муз-ТВ группа появилась в обновлённом составе. 31 июля коллектив выступил в турецком отеле Rixos Sungate. Эти составом была записана песня «Адреналин», которая изначально носила рабочее название «Мой». В октябре в связи с поступлением во ВГИК группу покинула Женя Малахова.
В декабре Ирина Нельсон и Алёна Торганова ненадолго воссоединились для проведения новогодних выступлений в рамках программы «Это Новый год».

### 2012 — настоящее время
1 февраля 2012 года Ирина Нельсон приняла решение совмещать сольную карьеру с участием в группе Reflex в качестве основной вокалистки, а Анна Бастон покинула коллектив и решила вернуться к сольной карьере певицы. В новом составе группа сняла в Малибу два клипа на песни «Я буду небом твоим» и «Если небо не за нас», которые появились в ротации отечественных музыкальных каналов в мае и октябре, соответственно. За три недели клип на песню «Я буду небом твоим» набрал более трёх миллионов просмотров на портале YouTube. 17 марта в клубе Milk состоялось первое выступление Ирины Нельсон в составе группы после её возвращения. В феврале 2013 года состоялась премьера сингла «Ангел», который был записанный в дуэте с певицей Эльвирой Т. Песня вошла в её дебютный альбом «Одержима». Летом группа выпустила песню «Лето на окна», которая была представлена 14 июня на сольном концерте коллектива в клубе Arena Moscow. В июле был снят клип на эту композицию. В октябре группа выступает на «Партийной зоне» телеканале Муз-ТВ. В конце ноября 2013 года группа стала лауреатом 18-й ежегодной премии «Золотой Граммофон». На сцене Кремля, группа исполнила песню «Я буду небом твоим», за которую получила награду.
В начале 2014 года состоялся релиз альбома группы Reflex «Воспоминания о будущем». В мае был снят клип на песню «Прикосновения». Также летом этого года компанией Prostotoys были выпущены куклы, созданные по образцу участниц группы. В марте 2015 года вышел сингл «Художник». 9 октября состоялся релиз альбома «Взрослые девочки». Также, в октябре состоялась премьера клипа на песню «Художник», который стал визитной карточкой масштабного социального проекта, посвящённого защите детей от родительской агрессии. В конце ноября прошли съёмки клипа на заглавную композицию альбома, премьера которого состоялась в марте 2016 года. В феврале 2016 года группа Reflex представила свою новую песню «Говори со мной». 25 марта Алёна Торганова объявила об уходе из коллектива. С 2016 года Ирина Нельсон является единственной участницей коллектива.
В июле 2018 года вышел новый клип Ирины Нельсон «Не дай ему уйти», режиссёром которого стал Евгений Конасов. 25 ноября того же года REFLEX презентовал новый сингл «Зима», представляющий собой новую аранжировку ранее вышедшей песни, на которую 24 декабря был выпущен клип. 8 марта 2019 года вышло продолжение лаунж-альбома «Гарем 2». 5 апреля состоялась премьера сингла «Давай танцуй», на который 16 мая был представлен новый клип. 18 октября 2019 года вышел новый сингл «Дым и Танцы». 27 декабря того же года состоялась премьера новой версии легендарного хита Savage — Only You, исполненного в дуэте с этим итальянским исполнителем. В апреле 2020 года вышел сингл «Сеть».
22 апреля 2022 года коллектив представил обновлённую версию композиции «Первый раз», записанную совместно с Кириллом Нечаевым, который написал для трека новые куплеты и придумал аранжировку. 15 июля REFLEX выпустил свежий трек «Там, где живёт любовь», написанный Вячеславом Тюриным. В марте 2023 года REFLEX отметил своё 20-летие юбилейным концертом в Vegas City Hall. Одновременно вышла новая песня «Аватар» и выпущен юбилейный сборник «20 лет. Лучшее и новое». В октябре группа выпустила сингл «Встречи со мной». 26 июля 2024 года REFLEX представил сингл «Я любила тебя», трек войдёт в новый альбом «Больше чем жизнь», который по словам продюсера Вячеслава Тюрина (VIVITI) выйдет в конце ноября, либо в начале декабря 2024 года. 12 декабря Reflex наградили «Золотым граммофоном» за песню «Встречи со мной».

## Участники
| Участник                   | Годы пребывания             | Время пребывания в коллективе |
| -------------------------- | --------------------------- | ----------------------------- |
| Ирина Нельсон              | 1999 — 2007; 2012 — по н.в. | 21 год                        |
| Ольга Кошелева             | 2000 — 2002                 | 2 года 3 месяца               |
| Денис Давидовский          | 2000 — 2002                 | 2 года 2 месяца               |
| Григорий Розов (DJ Silver) | 2001 — 2007                 | 5 лет 7 месяцев               |
| Алёна Торганова            | 2002 — 2016                 | 13 лет 8 месяцев              |
| Женя Малахова              | 2006 — 2011                 | 5 лет 8 месяцев               |
| Анастасия Студеникина      | 2007 — 2009                 | 2 года 4 месяца               |
| Елена Максимова            | 2009 — 2011                 | 1 год 6 месяцев               |
| Анна Бастон                | 2011 — 2012                 | 9 месяцев                     |

## Дискография

### Студийные альбомы
- 2001 — «Встречай новый день»
- 2002 — «Сойти с ума»
- 2002 — «Я тебя всегда буду ждать»
- 2003 — «Это любовь!!!»
- 2003 — Non Stop
- 2005 — «Пульс»
- 2006 — «Гарем»
- 2008 — Blondes 126
- 2014 — «Воспоминания о будущем»
- 2015 — «Взрослые девочки»[141]
- 2019 — «Гарем 2»[142]
- 2025 — «Больше чем жизнь»[143].

### Макси-синглы
- 2001 — The Way to Your Heart (совместно с DJ Bobo)
- 2002 — «Сойти с ума»
- 2004 — I Can’t Live Without You (Германия)
- 2005 — 18 Mne Uzhe (Германия)
- 2005 — I Lose My Mind (Франция)
- 2016 — «Всё что хотела»

### Сборники
- 2005 — Лирика «Люблю»
- 2009 — «Лучшие песни»
- 2015 — The Very Best of REFLEX
- 2023 — «20 лет. Лучшее и новое»

### Ремиксовые альбомы
- 2006 — «Гарем» (Lounge & Chillout ремиксы композиций с предыдущих альбомов)
- 2019 — «Гарем 2»

### Трибьют-альбомы
- REFLEX Gold Piano Jazz, Vol. 1
- REFLEX Gold Piano Jazz, Vol. 2

## Награды
- 2000 — «Музыкальный подиум-2000», премия «За самые модные достижения в области музыки»[1]
- 2002 (15 ноября) — музыкальная премия «Золотой граммофон» («Русское радио»), песня «Сойти с ума»[1][4][31]
- 2002 — музыкальная премия «Золотой граммофон» («Русское радио» в Санкт-Петербурге), песня «Сойти с ума»[1][4]
- 2003 — «Песня года 2002», лауреат премии «Золотой микрофон» в номинации «Дебют года», песня «Первый раз»[1]
- 2003 — музыкальная премия «Стопудовый хит» («Хит FM»), песня «Падали звёзды»[1][40]
- 2003 — премия в области танцевальной музыки «Движение», группа-хитмейкер[1]
- 2004 — премия Попова, самая ротируемая группа России на радио[1][2]
- 2004 — «Звуковая дорожка», «Может быть, показалось»[1][2]
- 2003 — музыкальная премия «Стопудовый хит» («Хит FM»), песня «Может быть, показалось»[1][51]
- 2004 (11 ноября) — «Движение», «Лучшее видео» — «Non Stop»[1]
- 2005 — «Энергия MegaDance», Star of MegaDance, песня «Мне трудно говорить»[1]
- 2005 — музыкальная премия «Золотой граммофон-2005» («Русское радио Азия», Астана), песня «Танцы»[1][4]
- 2005 — премия в области танцевальной музыки «Движение», номинация «The Best of Sexy»[1]
- 2006 — международная музыкальная премия «Золотая шарманка» (Киев)[1]
- 2006 — премия журнала «Лучшие из лучших», «Лучшая поп-группа России»[1]
- 2006 — Fashion People Awards, номинация «Самая стильная группа года»[1]
- 2007 — музыкальная премия «Золотой граммофон-2006» («Русское радио»), песня «Танцы»>[1][4]
- 2012 — FHM, «Лучшая поп-группа»[1]
- 2013 (30 ноября) — музыкальная премия «Золотой граммофон» («Русское радио»), песня «Я буду небом твоим»[1][2][144]
- 2014 — приз «За вклад в эстрадную культуру и верность», «Звуковая дорожка»[1][2]
- 2014 — диплом за вклад в развитие российской музыкальной культуры — группа REFLEX (Всероссийская организация интеллектуальной собственности)[1]
- 2015 — реальная премия «MusicBox», «Диско-хит»[1]
- 2024 (12 декабря) — музыкальная премия «Золотой граммофон» («Русское радио»), песня «Встречи со мной»[1][139][140]